# Non sequitur
Non sequitur é uma expressão do latim (traduzida para o português como "não se segue que") que designa a falácia lógica na qual a conclusão não decorre das premissas. Em um non sequitur, a conclusão pode ser verdadeira ou falsa, mas o argumento é falacioso porque há falta de conexão entre a premissa inicial e a conclusão. Existem diversas variações de non sequitur, e outras falácias lógicas se originam dele, tais como a afirmação do consequente e a negação do antecedente.

## Estrutura lógica

Uma falácia non sequitur pode ser exemplificada por meio do Diagrama de Euler. A maior parte do verde também se encontra com o vermelho, e a maior parte do azul também se encontra o vermelho. A falácia lógica está em afirmar que, por conta disso, a maior parte do verde também deve se encontrar com o azul. Não obstante, tal afirmação é falsa.

Uma falácia non sequitur, em uma definição ampla, é uma argumentação em que se faz uma proposição, e posteriormente, chega-se a uma conclusão que não respeita a proposição original.
Nada existe, se A não existir.
Mas B pode existir sem que A exista.

### Exemplos gerais
Afirmação do  consequente
Tudo que é da categoria A é também da categoria B
Então, tudo que é da categoria B é também da categoria A
Negação do antecedente
Se A, então B
A é falso
Portanto B também é falso

### Exemplos específicos
Afirmação do consequente
Penso, logo existo (em alusão à frase de René Descartes).
As pedras existem.
Logo, as pedras pensam
Negação do antecedente
Se eu ganhasse na loteria, saberia que ela premia de verdade.
Eu nunca ganhei na loteria.
Então a loteria é falsa.

## Aplicação prática
A falácia do non sequitur é muito utilizada no meio da religião e da política. No campo da política, quando ocorre um problema social, a oposição pode dizer que a culpa é do governo, sendo que a causa do problema pode ser mais ampla (não necessariamente única e exclusiva do governo).